# Eduardo de Deus Barreto

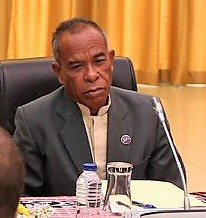
Eduardo de Deus Barreto (2019)

Eduardo de Deus Barreto auch bekannt unter dem Namen Eduardo de Jesus Barreto, (* 14. August 1951 in Ermera, Portugiesisch-Timor; † 26. Mai 2021 in Jakarta, Indonesien), Kampfname Dusae, war ein Freiheitskämpfer und Politiker aus Osttimor. Er war Mitglied der Partei Congresso Nacional da Reconstrução Timorense (CNRT).

## Profil

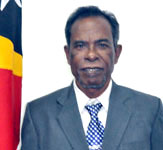
Eduardo de Deus Barreto (2012)

Die Sekundarschule beendete Barreto ohne Abschluss im fünften Schuljahr 1974/75. 1980 war er maßgeblich am Wiederaufbau des bewaffneten Widerstands gegen die indonesische Besatzung in der Region Ermera beteiligt. In der gesamten Besatzungszeit von 1975 bis 1999 nahm er daran teil.
Von 2003 bis 2004 war Barreto Regionalkommissar der Empfangs-, Wahrheits- und Versöhnungskommission von Osttimor (CAVR).
2007 war Barreto einer der Mitbegründer des CNRT, für den er noch im selben Jahr in das Nationalparlament Osttimors einzog. Bei den Parlamentswahlen in Osttimor 2017 kandidierte Barreto auf Listenplatz 17 des CNRT erneut und zog damit wieder in das Nationalparlament ein. Er wurde Mitglied in der Kommission für Gesundheit, Bildung, Kultur, Veteranen und Gleichstellung der Geschlechter (Kommission F). Am 5. Mai 2016 wurde Barreto zum stellvertretenden Parlamentspräsidenten gewählt und blieb es bis zu Beginn der neuen Legislaturperiode 2017. Bei den Parlamentswahlen 2018 kandidierte Barreto nicht mehr.
Seit 2018 war Barreto Mitglied des Staatsrats. Am 26. Mai 2021 verstarb er um 9 Uhr Ortszeit in einem Krankenhaus im indonesischen Jakarta, wohin er aufgrund seines gesundheitlichen Zustands ausgeflogen wurde.